# 柳會勝
柳會勝（韓語：유회승，1995年2月28日—），韓國男歌手，男子團體N.Flying中擔任主唱。2017年以《THE REAL : N.Flying》正式出道。

## 演藝經歷

### 早年經歷
柳會勝在1995年2月28日出生於漢城(即現首爾)，後搬至南揚州。有三位姐姐。父母曾經營KTV店。
2014年以陸軍入伍，後派至第二十五步兵師團服役。2016年春季退伍。
2016年年末進入FNC娛樂當練習生。

### 出道前
2017年4月7日，出演《Produce 101 S2》，當時最高排名為第36名。最終在第二次排名儀式中以第39名淘汰。

### 正式出道後
2017年8月2日，正式以N.Flying主唱以第二張迷你專輯《THE REAL : N.Flying》出道，主打歌為《THE REAL》。
9月14日，為tvN電視劇《犯罪心理》演唱《Another Day》。
2018年1月27日，與AOA成員申智珉、徐酉奈為tvN電視劇《和遊記》演唱《If You Were Me》。
4月8日，與FTIsland李洪基發行單曲《Still love you》。同月，柳會勝出演神秘音樂秀：蒙面歌王，並晉級成為歌王候補。
12月11日開設個人YouTube頻道《유회승 Yoo Hwe Seung （页面存档备份，存于）》。
2019年10月19日，在《不朽的名曲：傳說在歌唱》中以《We Are The Champions》獲得勝利，並被官方認證為super rookie 超級新秀。
2020年，出演音樂劇《We Will Rock You》和《狂炎奏鳴曲》。
11月7日，為MBC電視劇《愛我的間諜》演唱《Run to you》。
2021年8月10日，與金在奐一同出演網綜《GoStarBuStar - 고스타버스타》。
2021年-2022年期間, 接連出演音樂劇《Wonder Ticket》及《Klimt》。
2022年5月, 出演音樂劇《偉大的隱藏者》。
2022年12月16日，為紀念因梨泰院踩踏事故罹難及同為《PRODUCE 101 第二季》練習生出道的友人演員李智漢，手寫親筆信給李智漢的父母，並透過李智漢的親屬，於「梨泰院慘案家屬協議會」舉辦的罹難者49日紀念晚會現場上，朗讀紀念演員李智漢的信件內容。
2023年2月27日, 以優勝獎盃(우승트로피)之名榮獲《蒙面歌王》第194代歌王寶座並襌聯第195,196及197代歌王。
2023年4月15日, 推出翻唱歌《오빠는》
2023年6月-8月, 主演音樂劇《莫札特》
2024年3月-5月，出演《넥스트 투 노멀》(next to normal)_Gabe_一角。
2024年11月16日，榮獲2024KGMA 베스트OST상。

## 音樂作品
N.Flying團體音樂詳細請前往N.Flying#音樂作品

### 韓國音樂著作權家協會登錄號
| 成員   | 登記名字               | 編號     |
| ------ | ---------------------- | -------- |
| 柳會勝 | 유회승 / Yoo Hwe Seung | 10025962 |

### OST
| 年份   | 歌曲發佈日期 | 專輯名稱                      | 歌曲名稱                  | 合作藝人            |
| 2017年 | 9月14日      | tvN《犯罪心理》               | Another Day               | 不適用              |
| 2018年 | 1月27日      | tvN《和遊記》                 | If You Were Me            | 申智珉、徐酉奈(AOA) |
| 2020年 | 11月7日      | MBC《愛我的間諜》             | Run to You                | 不適用              |
| 2022年 | 5月2日       | MBC《還有明天》               | Still love you            | 不適用              |
| 2022年 | 6月25日      | MBC《醫法刑事》               | Fight On                  | 不適用              |
| 2023年 | 3月9日       | SBS《模範計程車2》            | Wonderful Night           | 李承協(N.Flying)    |
| 2023年 | 11月27日     | naver網漫《我之所以決定去死》 | Love Me Baby              | 不適用              |
| 2024年 | 5月6日       | tvN《背著善宰跑》             | I Think I Did（그랬나봐） | 不適用              |

### 影視作品
N.Flying影視作品詳細請前往N.Flying#影視作品

### 音樂劇
| 日期          | 音樂劇名                             | 飾演角色 |
| 2020年        | 《We Will Rock You》                 | 伽利略   |
| 2020年        | 《狂炎奏鳴曲》                       | S        |
| 2021年        | 《Wonder Ticket-有著守護樹神的村莊》 | 風伯     |
| 2021年-2022年 | 《Klimt》                            | 쉴레     |
| 2022年        | 《偉大的隱藏者》                     | 李海真   |
| 2022年        | 《Wonder Ticket-守護樹神的復活》     | 風伯     |
| 2023          | 《莫札特》                           | 莫札特   |
| 2024          | 《next to normal》                   | Gabe     |

## 外部連結
- 柳會勝的Instagram帳戶